# 20 octobre 1974
Le dimanche 20 octobre 1974 est le 293e jour de l'année 1974.

## Naissances
- Dražen Kovačević, dessinateur de bandes dessinées et peintre serbe
- Fovéa, actrice pornographique française
- Gonzalo Galindo, joueur de football bolivien
- Jason Smith, joueur australien de basket-ball
- Jerald Honeycutt, joueur de basket-ball américain
- Laurent Bigorgne, essayiste français
- Margaretha Lindahl, Curleuse suédoise
- Mohammad Sidique Khan (mort le 7 juillet 2005), terroriste britannique

## Décès
- Élie Lescot (né le 9 décembre 1883), homme politique haïtien
- Julien Bryan (né le 23 mai 1899), écrivain, photographe, cinéaste et documentariste américain
- Marcel Coard (né le 30 juin 1889), designer français
- Margarete Wittkowski (née le 18 août 1910), femme politique est-allemande
- Shathel Taqa (né le 28 avril 1929), diplomate irakien
- Vilho Pekkala (né le 3 avril 1898), lutteur sportif finlandais

## Événements
- Début de la série télévisée Inspecteur Derrick
- (Rallye automobile) : arrivée du Rallye de Rideau Lakes